# Nova Santa Rosa
Nova Santa Rosa là một đô thị thuộc bang Paraná, Brasil. Đô thị này có diện tích 204,666 km², dân số năm 2007 là 7893 người, mật độ 35,1 người/km².